# Theaterpreis Berlin
Le Theaterpreis Berlin est un prix du théâtre allemand, créé en 1988 par la Stiftung Preußische Seehandlung de Berlin. 
Il est décerné chaque année au Berliner Theatertreffen à une personnalité du théâtre de langue allemande. Le montant du prix est de 20 000 euros.

## Récipiendaires
Les personnalités suivantes ont reçu le prix :  
- 1988 : George Tabori
- 1989 : Peter Stein et Karl-Ernst Herrmann
- 1990 : Johann Kresnik
- 1991 : Peter Palitzsch
- 1992 : Jutta Lampe
- 1993 : Botho Strauß
- 1994 : Bernhard Minetti
- 1995 : Claus Peymann et Hermann Beil
- 1996 : Heiner Müller
- 1997 : Pina Bausch
- 1998 : Luc Bondy
- 1999 : Henning Rischbieter
- 2000 : Frank Castorf et Henry Hübchen
- 2001 : Bruno Ganz
- 2002 : Elfriede Jelinek
- 2003 : Bert Neumann
- 2004 : Christoph Marthaler et Anna Viebrock
- 2005 : Peter Konwitschny
- 2006 : Andrea Breth
- 2007 : Ulrich Matthes
- 2008 : Josef Bierbichler
- 2009 : Jürgen Gosch, partagé avec le scénographe : Johannes Schütz
- 2010 : Margit Bendokat
- 2011 : Dimiter Gotscheff, Almut Zilcher, Samuel Finzi et Wolfram Koch
- 2012 : Sophie Rois
- 2013 : Jürgen Holtz
- 2014 : Johan Simons
- 2015 : Corinna Harfouch
- 2016 : Shermin Langhoff et Jens Hillje
- 2017 : Herbert Fritsch
- 2018 : Karin Henkel
- 2019 : She She Pop
- 2020 : Sandra Hüller